# 대한민국 제7대 대통령 선거 제주도
이 문서는 대한민국 제7대 대통령 선거의 제주도 지역 개표 결과이다.

## 개표 결과

### 제주시
|  | 50.48% |

|  | 48.25% |

|  | 0.87% |

|  | 0.23% |

|  | 0.13% |

### 북제주군
|  | 64.83% |

|  | 33.59% |

|  | 1.19% |

|  | 0.27% |

|  | 0.10% |

### 남제주군
|  | 54.29% |

|  | 43.53% |

|  | 1.68% |

|  | 0.34% |

|  | 0.13% |

## 전체 결과
|  | 56.85% |

|  | 41.43% |

|  | 1.29% |

|  | 0.28% |

|  | 0.12% |

민주공화당 박정희 후보가 과반이 넘는 56.85%의 득표율을 기록하면서 제주도에서 승리를 거두었다. 이번 승리로 박정희 후보는 출마한 3번의 대선에서 제주도에서의 전승을 이어나갔다.
신민당 김대중 후보는 41.43%의 득표율을 기록하면서 2위를 차지했다. 김대중 후보는 이전 대선 당시 야당의 득표율보다 더 높은 득표율을 기록하는데 성공했다.

### 주요 후보 결과
| 지역     | 박정희 | 박정희 | 김대중 | 김대중 |
| 지역     | 득표수 | 득표율 | 득표수 | 득표율 |
| -------- | ------ | ------ | ------ | ------ |
| 제주시   | 19,123 | 50.48% | 18,278 | 48.25% |
| 북제주군 | 30,521 | 64.83% | 15,814 | 33.59% |
| 남제주군 | 28,573 | 54.29% | 22,912 | 43.53% |

민주공화당 박정희 후보가 제주도 전 지역에서 과반이 넘는 득표율을 올리면서 싹쓸이 승리를 기록했다.

## 같이 보기
- 대한민국 제7대 대통령 선거